# Heinrich Adam Elias Borny
Heinrich Adam Elias Borny, auch Borney oder Bourny, (geboren zwischen 1716 und 1717 in Bernburg; gestorben am 1. November 1772 in Braunschweig) war ein Kunstmaler, der in Stuttgart, Frankfurt und Braunschweig tätig war.

## Leben
Borny war ein Sohn eines Malers (Heinrich Adam Elias Borny ?), von dem er auch das Handwerk erlernte. Bereits in früher Kindheit, im Alter von sechs Jahren, kam er nach Stuttgart, wo sich sein Vater niedergelassen hatte und als Hoflackierer arbeitete. Im Jahr 1742, etwa zu der Zeit, als die Krönung Karls VII. stattfand, wanderte er nach Frankfurt aus, um dort Arbeit zu finden. Er wurde ein Mitarbeiter des Kunstmalers Johann Föhrlein oder Fehrlein (um 1701–1759), für den er zehn Jahre lang tätig war. Sie fertigten insbesondere Ausschmückungen (historische Szenen) für Staatskarossen an, die damals als großer Luxus galten. Um 1751 heiratete Borny und machte sich 1752 selbständig. Er stellte historische Kabinettstücke nach eigener Erfindung her und erzielte damit hohe Preise. Auch seine Architektur- und Küchengemälde fanden schnell Abnehmer. Im Jahr 1757 wurde er an den Hof nach Braunschweig berufen. Dort starb er 1778. Seine Witwe wurde am 28. Dezember 1791 in Frankfurt beigesetzt.
Bornys Frau brachte 1751 Zwillinge zur Welt, zwei Mädchen, die kurz nach der Geburt starben und in Frankfurt beigesetzt wurden. Cornelia am 21. April und Juliana Elisabetha am 23. April 1751.

## Werke (Auswahl)
- Der Arztbesuch (Ein Arzt fühlt einer jungen Frau den Puls)
- nach 1757: Die Opferung der Iphigenie (Öl auf Holz)
- 1762: Die Geschichte Salomonis, als sein erstes Urtheil und die Opferung mit den Kebsweibern vor dem Götzenpriester
- 1778: Stillleben eines Gemäldes von Christian Wilhelm Ernst Dietrich in einer Steinnische